# Maní
Maní è un comune della Colombia facente parte del dipartimento di Casanare.
L'abitato venne fondato da un gruppo di missionari gesuiti nel 1685, mentre l'istituzione del comune è del 1936.